# Wojciech Lepianka
Wojciech Lepianka (ur. 5 czerwca 1963 w Łodzi) – polski scenarzysta filmowy.
Absolwent filologii polskiej na Uniwersytecie Łódzkim oraz Zaocznego Wyższego Studium Scenariuszowego PWSFTviT w Łodzi. Laureat Nagrody za scenariusz filmu Mój rower na Gdynia Film Festival 2012 oraz nominowany do Polskiej Nagrody Filmowej, Orzeł 2003 za scenariusz filmu Edi.

## Wybrana filmografia
jako autor scenariusza:
- Edi (2002)
- Kryminalni (2004-2008) - serial, odc 38, 48
- Mistrz (2005)
- Cudowne lato (2010)
- Szpilki na Giewoncie (2011-2015) - odc. 21-26
- Mój rower (2012)
- Strażacy (2015) - odc. 1-6, 10
- Diagnoza (od 2017)
- Dziewczyny wojenne (od 2019)
- Zieja (2020)
- Bracia (2021)
- Śmierć Zygielbojma (2021)
- Zatoka szpiegów (od 2024)
- A Bear Named Wojtek(inne języki) (2023)[2]